# Friendly Rivalry
Friendly Rivalry (hangeul : 선의의 경쟁 ; RR : Seonuiui gyeongjaeng ; MR : Sŏnŭiŭi kyŏngjaeng) est une série télévisée sud-coréenne réalisé par Kim Tae-hee et Min Ye-ji, diffusée depuis le 10 février 2025 sur le réseau U+ Mobile TV.
Il s'agit de l'adaptation du webtoon du même nom de Song Chae-yoon et Shim Jae-young.

## Synopsis
Woo Seul Gi, orpheline vivant à la campagne, déménage à Séoul pour intégrer un lycée de haut niveau réservé aux meilleurs élèves du pays. Alors qu'elle peine à s'intégrer dans sa nouvelle école, les choses changent quand elle se lie d'amitié avec Yu Je Yi, considérée comme la reine du lycée. 
Yu Je Yi est belle, riche et est l'une des étudiantes les plus brillantes du campus. Elle est aussi parfaitement consciente de ses avantages et de sa supériorité sur les autres qu'elle sait utiliser à sa guise et cache une facette sournoise et manipulatrice. 
Le lien entre elle et Woo Seul Gi devient vite toxique, un mélange d'amitié, d'obsession et de rivalité.

## Distribution

### Acteurs principaux
- Lee Hye-ri : Yoo Jae-i
- Chung Su-bin (en) : Woo Seul-gi
- Kang Hye-won : Joo Ye-ri
- Oh Woo-ri : Choi Kyung

### Acteurs secondaires
- Choi Young-jae : Nam Byeong-jin
- Kim Tae-hoon (en) : Yoo Tae-joon